# Piatikhatka
Piatikhatka (en (ucraïnès): П'ятихатка, en rus: Пятихатка) és un poble de la República Autònoma de Crimea a Ucraïna, que el 2014 tenia 493 habitants. Pertany al districte rural de Krasnoperekopsk.